# Brulmolen
De Brulmolen is een voormalige watermolen op de Zwarte Beek, die zich bevindt aan de Brulmolenstraat 2 te Beringen. Het is een onderslagmolen die fungeerde als korenmolen.
Reeds vóór 1360 was er sprake van een watermolen op deze plaats. In 1908 werd de molen ingrijpend gewijzigd en aldus ontstond een bakstenen gebouw van twee verdiepingen. De molen werd in 1938 opgekocht door de steenkoolmijn van Beringen, maar ze werkte nog tot 1955.
Uiteindelijk werd de molen verbouwd tot woonhuis en geheel gewit. Het metalen waterrad werd vastgezet en het binnenwerk werd verwijderd. Ook de bijbehorende waterwerken verdwenen.
- Inventaris van het Bouwkundig Erfgoed (Vlaanderen): 21410